# 印度仰口鰏
印度仰口鰏（学名：Deveximentum indicium），又名碗米仔、金錢仔，为辐鳍鱼纲蝴蝶鱼目鰏科仰口鰏屬下的一个种。该物种分布于西太平洋海域，包括印尼、泰国、菲律宾、台湾和巴布亚新几内亚等地沿岸，体长可达8.8公分。